# Jorge (nome)
Jorge é um prenome das línguas portuguesa e castelhana. É derivado do nome grego Γεώργιος (Georgios) pelo latim Georgius ; o primeiro é derivado de γεωργός  (georgos), que significa "agricultor" ou "trabalhador da terra". 
A forma latina Georgius raramente era dada na cristandade ocidental desde pelo menos o século VI. A popularidade do nome, no entanto, se desenvolve a partir do século XII, em occitano, na forma de Jordi, e se torna popular nas cortes europeias após a publicação da Lenda Dourada, na década de 1260. 
A forma ibérica ocidental Jorge está registrada como o nome de Jorge de Lencastre, duque de Coimbra (1481-1550). 

## Lista de pessoas com o prenome Jorge
- Jorge (cantora Brasileira), Brasileiro, músico e cantor, Jorge & Mateus
- Jorge (cantor romeno), o nome real George Papagheorghe, romeno, cantor, ator, apresentador de TV
- Jorge Betancourt, Cubana mergulhador
- Jorge Luis Borges, autor Argentino
- Jorge Campos, jogador de futebol Mexicano
- Jorge Cantú, jogador de beisebol
- Jorge Cham, web quadrinhos escritor
- Jorge Chávez, o francês e o peru, aviador
- Jorge Cimadevilla, jogador de futebol Americano
- Jorge Coll, espanhol negociante de arte
- Jorge Costa, jogador de futebol
- Jorge Donn, Argentina-nascido bailarino
- Jorge Eliécer Gaitán, político Colombiano assassinado em 1948
- Jorge Enrique Adoum (1926-2009), escritor Equatoriano
- Jorge Garbajosa, espanhol jogador de basquete
- Jorge Garcia, o ator e comediante Americano
- Jorge García Torre, espanhol jogador de futebol conhecido como Jorge
- Jorge Gómez, o Chileno jogador de futebol
- Jorge Guillén, poeta espanhol
- Jorge Gutiérrez, Argentina jogador de squash
- Jorge Herrera (nadador), Puerto Rican freestyle nadador
- Jorge Herrera (jogador de futebol), jogador de futebol Colombiano
- Jorge Julio, jogador de beisebol
- Jorge Lencina, Argentina judoka
- Jorge Liderman, Americana
- Jorge Lorenzo, espanhol piloto de motos
- Jorge Humberto Martinez, o Colombiano estrada ciclista
- Jorge, Marco de Oliveira Moraes, futebolista Brasileiro
- Jorge Mario Bergoglio, Argentino sacerdote Católico Romano, que se tornou o Papa Francisco
- Jorge Masvidal, Cubano-Americano De Artes Marciais,
- Jorge Mondragón, Mexicano mergulhador
- Jorge Montenegro, Honduras folclore escritor
- Jorge Negrete, ator Mexicano
- Jorge Nuno Pinto da Costa, português, presidente do FC Porto
- Jorge Otálvaro, o Colombiano estrada ciclista
- Jorge Orta, jogador de beisebol
- Jorge Páez, Mexicano boxer e ator
- Jorge Pescara, músico Brasileiro
- Jorge Posada, beisebol catcher
- Jorge Querejeta, Argentina de hóquei em campo do jogador
- Jorge Quinteros, Argentina jogador de futebol
- Jorge Quinteros, o Chileno montanhista
- Jorge Racca, Argentina jogador de basquete
- Jorge Rafael Videla, o 43º presidente e ditador Argentino
- Jorge Ramos, Mexicano-Americano que nasceu em língua espanhola âncora de notícias
- Jorge Richardson, um Porto-Riquenho de pista e de campo do atleta
- Jorge Humberto Rodríguez, jogador de futebol de el salvador
- Jorge Sampaio, Presidente Português
- Jorge Santana, nascidos no méxico guitarrista, irmão de Carlos
- Jorge Semprún, político e escritor espanhol
- Jorge Solís, Mexicano boxer
- Jorge Taufua, o Australiano jogador de rugby
- Jorge Valdano, Argentina jogador de futebol
- Seu Jorge, músico Brasileiro